# Florian Zumkeller
Florian Zumkeller  (* 16. Januar 1979 in Waldshut) ist ein deutscher Koch.

## Leben
Zumkeller entstammt einer Gastronomenfamilie, deren Restaurant Adler in Häusern als einziges in Deutschland seit der Erstausgabe des Guide Michelin im Jahr 1966 durchgängig bis 2020 mit einem Stern ausgezeichnet wurde.
Er absolvierte seine Ausbildung bei Alfred Klink (Colombi Hotel in Freiburg im Breisgau). Weitere Stationen waren Philippe Chevrier im Domaine de Châteauvieux und Adolfo Blokbergen im L’Auberge du Raisin.
Sein Großvater Erich erkochte den Stern, sein Vater Winfried verteidigte ihn über 30 Jahre lang. Seit 2006 ist Florian Zumkeller Koch im heimatlichen Restaurant Adler, seit 2011 dort Chefkoch. Auch unter ihm wurde das Restaurant mit einem Michelinstern ausgezeichnet.
Wegen der Corona-Pandemie entschloss sich Zumkeller zur Schließung des Restaurants für die Dauer der Pandemie. Seitdem wird er nicht mehr mit einem Michelinstern ausgezeichnet.

## Auszeichnungen
- Seit 2011 bis 2020: Ein Stern für das Restaurant Adler im Guide Michelin unter Florian Zumkeller